# Stephanie van Willigenburg
Stephanie van Willigenburg est professeure de mathématiques à l'Université de la Colombie-Britannique, dont les recherches sont dans le domaine de la combinatoire algébrique et concernent les fonctions quasi symétriques. En collaboration avec James Haglund, Kurt Luoto et Sarah Mason, elle a introduit les fonctions de Schur quasi symétriques, qui forment une base pour les fonctions quasi symétriques.
van Willigenburg a obtenu son doctorat en 1997, à l'Université de St Andrews, sous la supervision conjointe d'Edmund F. Robertson et de Michael D. Atkinson, avec une thèse intitulée Les algèbres de descentes des groupes de Coxeter. Elle a reçu le Prix Krieger–Nelson en 2017 par la Société mathématique du Canada.